# توم كولين (لاعب كريكت)
توم كولين (7 أبريل 1911 - 26 أغسطس 2003) (بالإنجليزية: Tom Collin)‏ هو لاعب كريكت بريطاني (وحمل سابقاً جنسية المملكة المتحدة لبريطانيا العظمى وأيرلندا).